# 도미사토촌 (에히메현)
도미사토촌(富郷村)은 에히메현 우마군에 설치되었던 촌이다. 현재의 시코쿠추오시에 해당한다.